# Isabel de la Santísima Trinidad

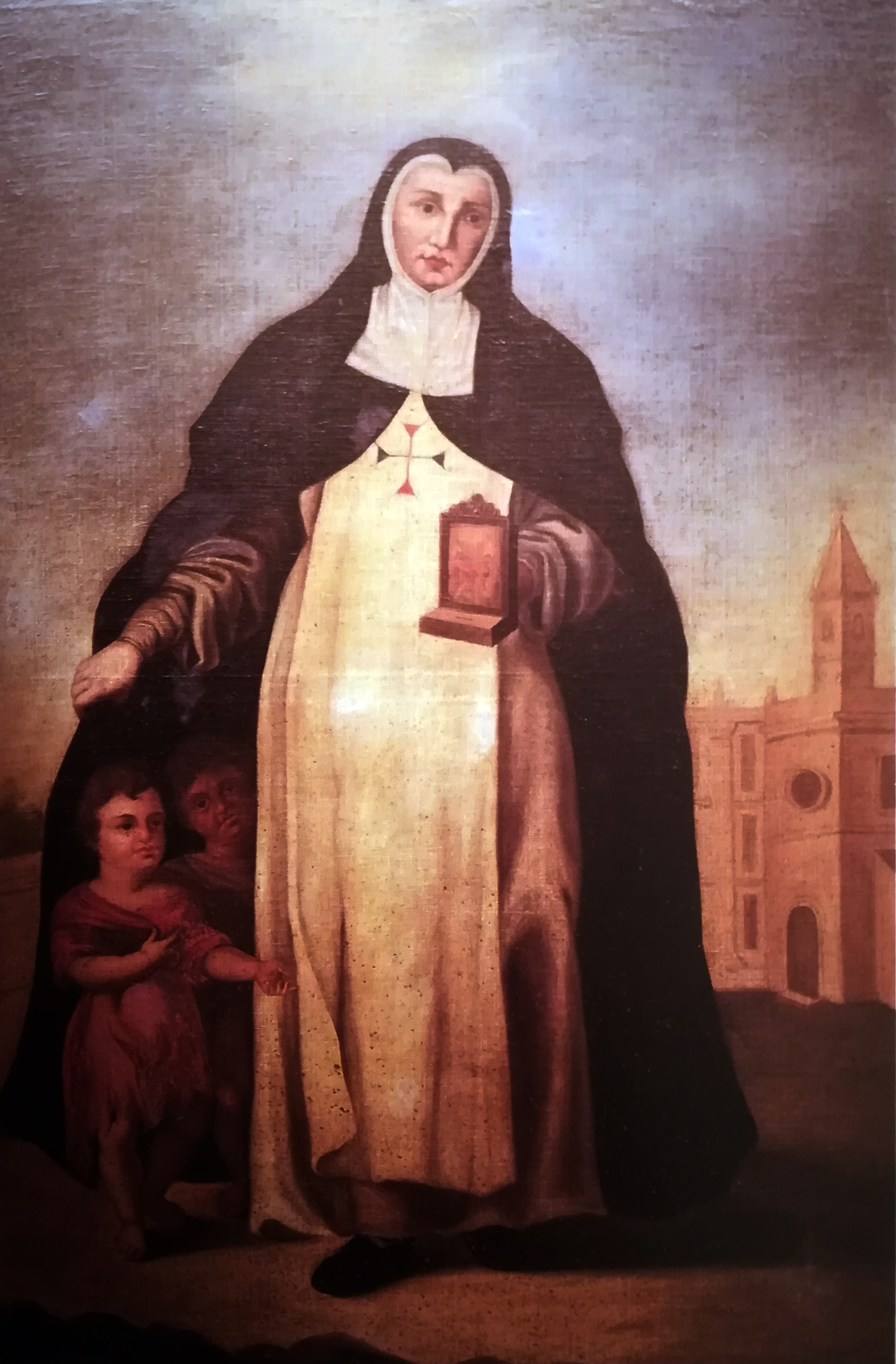
Isabel de la Santísima Trinidad. Retrato del primer tercio del. Beaterío de la Santísima Trinidad. Sevilla.

Isabel de la Santísima Trinidad (Sevilla, 22 de mayo de 1693-ibidem, 8 de mayo de 1774) fue una religiosa española. Su nombre secular era Isabel Moreno Caballero. En 1719 fundó el Beaterío de la Santísima Trinidad de Sevilla (Andalucía, España).

## Biografía

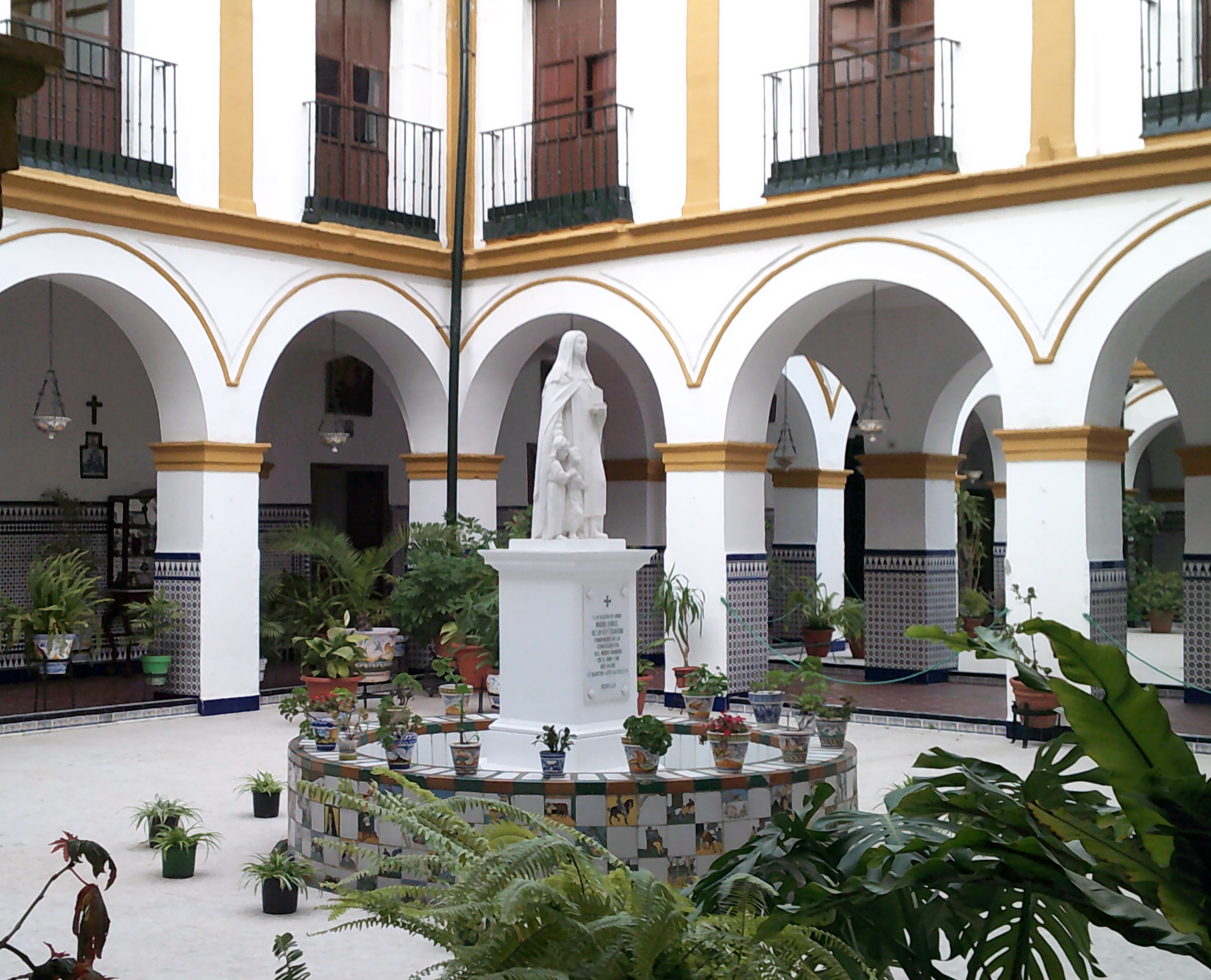
Claustro del Beaterío de la Santísima Trinidad de Sevilla con la estatua de la fundadora.

Nació en el barrio de la Macarena en 1693. Su padre era barbero. Fue bautizada en la Iglesia de San Gil el 31 de mayo como Isabel Josefa de Santa Rita por el sacerdote de esta parroquia, el licenciado Alonso de Cárdenas. Su padrino fue Juan Moreno.
Cuando quedó huérfana tomó el hábito de beata de la Orden Tercera de la Trinidad el 2 de febrero de 1719 en el Convento de la Trinidad, siendo prior Francisco Salcedo.
El 8 de febrero se hizo trinitaria María Pérez Rodríguez, originaria de Castilblanco de los Arroyos y avecindada en el barrio de la Macarena, que tomó como nombre religioso María del Espíritu Santo.
Isabel fundó el beaterío en 1719, con los pocos bienes que le dejaron sus padres y con caridad. Este se dedicaba a la vida religiosa y a cuidar de las niñas huérfanas. En 1720 se le unieron las beatas María del Espíritu Santo y María de Jesús. También se uniría la madre de María de Jesús, Petronila del Espíritu Santo.
Isabel y María del Espíritu Santo profesaron en la iglesia del Convento de la Trinidad el 26 de mayo de 1720. El ministro provincial, Juan Palomero, nombró a Isabel el 10 de junio presidenta y madre mayor del beaterío. El director espiritual de Isabel fue el fraile trinitario José Chacón.
El beaterío adoptó las reglas del monasterio de las trinitarias de El Toboso.
El convento les cedió unas casas en la calle Enladrillada. Las obras del beaterío finalizaron el 24 de octubre de 1722. Ese día, la Hermandad del Rosario de la Iglesia de San Gil realizó una procesión para llevar la Virgen de los Dolores con Jesús yacente, que había estado en la casa de Isabel, desde aquella iglesia hasta el beaterío.
El 14 de diciembre abandonaron la institución María de Jesús y Petronila, por motivos de salud.
El edificio de la calle Enladrillada resultó insuficiente para sus labores y solicitaron al convento la cesión de otras casas, frente a la Puerta del Sol, y la entrega del otro inmueble con sus mejoras. El 31 de mayo de 1728 el convento les cedió aquellas casas. Se llevaron a cabo obras en este lugar entre el 6 de julio y el 8 de diciembre, pero no se concluyeron.
Las religiosas hacían voto de pobreza, castidad y obediencia. Se dedicaban a acoger, mantener y educar a niñas huérfanas y desvalidas, admitir a algunas niñas pensionistas, dar enseñanza a niñas pobres y asistir a antiguas alumnas sin marido que se encontrasen sin trabajo y que tuviesen algún problema de salud.

### Primer Viaje a México

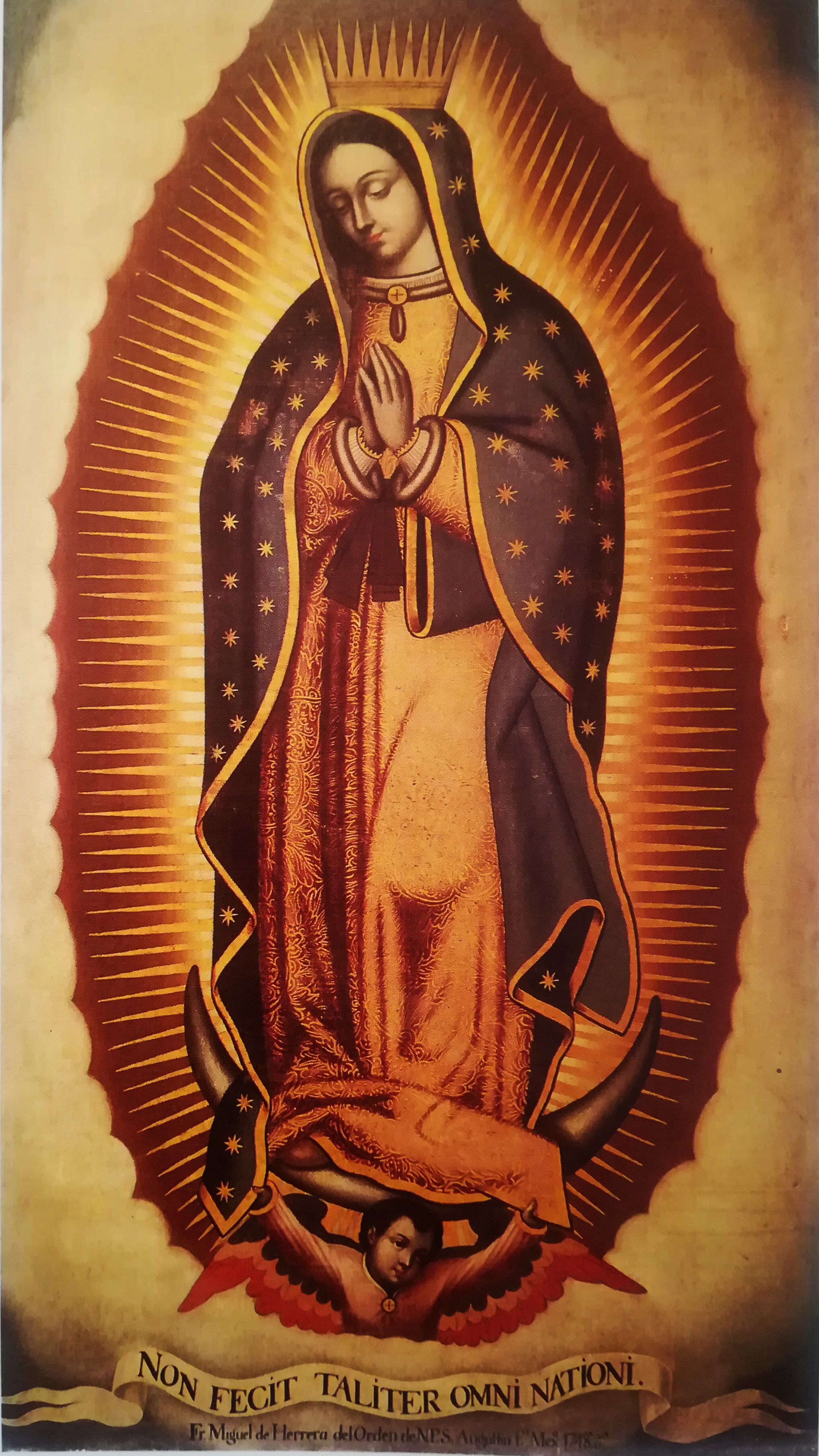
Virgen de Guadalupe. 1748. Beaterío de la Santísima Trinidad.

Isabel decidió viajar a México para pedir limosnas al arzobispo Juan Antonio Vizarrón y Eguiarreta, que era viejo conocido suyo, y a su tío, Sebastián Caballero, que había hecho una gran fortuna.
El 22 de diciembre de 1746 embarcó en Cádiz en el navío Talla Piedra. Estando en alta mar, el 25 de enero de 1747, el arzobispo falleció. Estuvo en Veracruz y en Ciudad de México, pero no pudo obtener licencia para pedir limosnas del cabildo eclesiástico, que tenía la sede vacante. Recogió la herencia de su tío, que era de 6 000 pesos. Regresó en el navío Nuestra Señora de la Esperanza a Cádiz el 1 de agosto de 1750 y gastó en el beaterío de Sevilla lo que trajo. También trajo una imagen escultórica del Niño Jesús y un lienzo de la Virgen de Guadalupe.

### Segundo Viaje a México
En 1752 solicitó licencia a Fernando VI para regresar al Nuevo Mundo, que fue obtenida el 2 de febrero de 1753. El 20 de junio las beatas firmaron un poder para que fuese a recoger limosnas para la realización de la iglesia. El 10 de julio el ministro provincial Antonio Ventura de Prado y Terrín le dio licencia para ir a las Indias y el 9 de septiembre para pedir limosnas para la construcción del edificio.
Isabel solicitó una licencia de embarque a la Casa de la Contratación de Indias. El 27 de septiembre el presidente de la institución, Julián de Arriaga y Ribera, solicitó la licencia a la Contaduría Principal de Contratación. El 28 de septiembre el presidente de la Contaduría otorgó la licencia a Isabel para embarcar a Veracruz. En este texto, se incluye una descripción de la religiosa:

[...] de más de cincuenta años, de mediana estatura, delgada, color pálido, ojos pequeños, nariz roma y cabello entrecano.

El 6 de octubre de 1753 Tomás Carriedo, maestre del navío Reina de los Ángeles, conocido como La Peregrina, autorizó a Isabel a viajar en el navió con su equipaje. El 26 de noviembre partió de Cádiz. Llegó al puerto de Añasco, en Puerto Rico. El navío estaba averiado y continuó su viaje en un barco de guerra que lo escoltaba, sin que este le costase nada. En Veracruz escribió una carta a José Pérez de León, un comerciante avecindado en México en cuya casa iba a residir, que era amigo de fray José Chacón. También escribió a fray José Chacón, dándole noticias de su viaje.
Llegó a Ciudad de México el 27 de mayo de 1754.
El 12 de julio recibió licencia del virrey Juan Francisco de Güemes para pedir limosnas durante dos años en ese territorio. El 17 de julio le otorgaron licencia del arzobispo Manuel José Rubio y Salinas para pedir limosnas durante dos años en la archidiócesis. En 1756 estuvo en Chalco. Pidió limosnas con estas licencias del 13 de septiembre de 1755 y hasta el 17 de septiembre de 1757.
José Pérez de León, su familia y otros comerciantes ofrecieron donativos. Recaudó un total de 12 207 pesos y 62 reales.
Luego fue de Ciudad de México a Puebla, donde logró permiso del obispo para pedir limosna en las puertas de los templos. El 13 de marzo de 1758 se trasladó a Jalapa. El 11 de abril fue a Veracruz y el 2 de mayo embarcó con destino a España.

### Regreso a Sevilla
El 24 de agosto de 1768 el beaterío solicitó al cardenal arzobispo Francisco de Solís y Folch de Cardona depender de la archidiócesis. El arzobispado llevó esto a cabo aquel año.
Isabel redactó su testamento el 14 de enero de 1771.
Isabel falleció el 8 de mayo de 1774. Como la iglesia del beaterío aún no estaba bendecida, fue enterrada en la Capilla de Nuestra Señora de la Rosa de la Iglesia de Santa Lucía. Doce días después se trasladó a la Capilla de Nuestra Señora de Regla, en el mismo templo. Todo fue costeado por el canónigo José Aguilar y Cueto y por el beaterío.
El 16 de agosto de 1828, los restos de Isabel fueron trasladados desde la Iglesia de Santa Lucía hasta un sepulcro en el coro bajo de la iglesia del beaterío.